# Дурнов, Иван Трофимович
Иван Трофимович Дурнов (16 [28] января 1801 — 5 [17] марта 1847) — русский живописец, академик Императорской Академии художеств, один из организаторов Московского Художественного класса.

## Биография
Сын академика исторической живописи. Брат архитектора А. Т. Дурнова и художницы М. Т. Дурновой. Был принят в Императорскую Академию художеств (1815). Получил малую серебряную медаль Академии художеств (1817) и большую серебряную медаль (1821). Выпущен 16 сентября 1821 года с аттестатом 1-й степени и шпагой.
В 1832 году Дурнов вместе с братьями Алексеем и Василием Добровольскими, явился одним из трёх главных участников в учреждении и устройстве Московского художественного класса, впоследствии преобразованного в Училище живописи, ваяния и зодчества, и сделался одним из первых его преподавателей. Когда деятельность художественного класса и успехи его учеников обратили на себя внимание Академии художеств. Академия, в числе других главных учредителей класса, присвоила ему звание академика (ноябрь 1836) за труды по устройству училища и за преподавательскую деятельность в нём. Диплом подписан 20 декабря 1838 года.
Умер в 1847 году. Был похоронен на Ваганьковском кладбище; могила утрачена. Немногочисленные известные работы Ивана Дурнова сохранились в фондах Музея изобразительных искусств Татарстана в Казани, Третьяковской галереи в Москве (в том числе — два портрета Карла Брюллова, нарисованных в 1836 году) и Музея искусств Казахстана в Алма-Ате. Известно также о двух портретах Дурнова, исполненных Карлом Брюлловым в 1836 году: живописном, в Музее искусств Узбекистана в Ташкенте, и карандашном, в фондах Третьяковской галереи; в Третьяковской галерее также находится и портрет супруги художника — Елизаветы Ивановны, урождённой Соколовой (около 1816/19–1864), также написанный Брюлловым.